# Петілья-де-Арагон
Петілья-де-Арагон (ісп. Petilla de Aragón) — муніципалітет в Іспанії, у складі автономної спільноти Наварра. Населення — 25 осіб (2009).
Муніципалітет розташований на відстані близько 310 км на північний схід від Мадрида, 60 км на південний схід від Памплони.

## Демографія
Динаміка населення (INE ):

## Галерея зображень

Розташування муніципалітету